# その未来/アダバナ
『その未来/アダバナ』（そのみらい/アダバナ）は、GRAPEVINEの17枚目のシングル。2005年7月20日にポニーキャニオンから発売された。

## 解説
ミニアルバム『Everyman,everywhere』から約8か月、前作から約1年4か月振りのリリース。6枚目のシングル『羽根/JIVE』以来となる両A面シングルであり、アルバム『déraciné』の先行シングルとなった。
初回生産限定盤にはGRAPEVINEの3人がパーソナリティを務める架空のラジオプログラム『Hot Men's Box II』のCDが付いている。前回「Everyman,everywhere」の予約特典で作成したものが大反響を呼んだことから、続編として作られたという。CDでは『déraciné』収録の「KINGDOM COME」の一部が収録されている。

## 収録曲
1. その未来(作詞：田中和将/作曲：亀井亨)
平均185BPMのアッパーな曲であり[1]、ライブを意識して作られた。デモテープの段階では200BPMだった。田中曰く「色々な解釈があるが、ただポジティブな歌にはしたくなかった」とのこと。
PVは演奏シーンのみで、エフェクトがかかっている。そのため大きめのアクションで演奏しなければならず、メンバーは「すごくしんどかった」（亀井）[1]という。
2. アダバナ(作詞/作曲：田中和将)
テレビ東京『30minutes鬼』エンディングテーマ。田中によるシングル曲は「Our Song」以来となる。2005年に行われたツアーのタイトル『sweet home adabana』は、同曲にちなんだものである。
元々「Everyman,everywhere」と同時期に録音されたが、「あのミニアルバムにさすがにこれは入れられない」という理由でお蔵入りとなっていた。しかし、「その未来」のカップリングにすれば速いシングルが出来るだろうという事で収録された[1]。詞は全てカタカナで書かれている。
PVが製作されており、『30minutes鬼』に出演している荒川良々、おぎやはぎ、バナナマンと、小林恵美が出演している。PV監督も、同作品で監督を務めている大根仁が担当している[2]。荒川が田中和将役、バナナマン・日村が西川弘剛役、バナナマン・設楽が亀井亨役、おぎやはぎ・小木が犯人役、おぎやはぎ・矢作が刑事役を務めている。メンバーも1シーンであるが出演している。
シングル曲ではあったもののアルバム『déraciné』には未収録となり、バンド公式のYouTubeチャンネルでも、シングルでは唯一PVが公開されていない。